# Újpesti víztorony
Az újpesti víztorony egy 2003 óta üzemen kívül álló víztorony, egyben Budapest IV. kerülete, azon belül is Újpest városrész egyik szimbóluma. Az épület 1911–1912-ben, a korban modernnek számító vasbeton (vasrudakkal merevített beton) technikával készült főképp betonból és részben téglából.

## Története
A 19. század–20. század fordulóján önálló Újpest város 1905-ben döntött a helyi vízvezeték-hálózat kiépítéséről. Az erre kiírt pályázatot a három jelentkező közül a Compagnie Générále des Conduites d' Eau Liége Belgique nevű belga társaság nyerte el. A belgák 1910-ben 2 millió osztrák–magyar korona alaptőkével Ister Magyar Vízmű Részvénytársaság néven magyar projektcéget hoztak létre a feladat kivitelezésére. A rendszernek, lévén Újpest területe sík, szüksége volt egy víztoronyra is, hogy biztosítani tudja az egyenletes vízellátást a nagyobb fogyasztású napokon is.
A Mihailich Győző (szerkezeti rész) és Dümmerling Ödön (építészeti rész) által tervezett, és Schreiber Gyula által kivitelezett épület helyén 1911. július 3-án kezdődtek meg a földmunkák. Az újpesti víztorony egy 1500 m³-es ún. Intze-rendszerű vasmedencét foglal magában, mely 15 méter átmérőjű. A víztorony alapozása 19 m átmérőjű 2,40 m vastag beton lemez. A torony alsó – fő teherhordó – része téglafal, 9,50 m belső átmérővel, 1,80 m kezdő falvastagsággal. A felépítmény 27 m magasságig mintegy 2 méternyit szűkül, a konzolok alsó alján a külső átmérő kb. 11,6 m. A víztorony építészeti kialakításánál ügyeltek arra, hogy az a város díszére legyen. Az építkezés 1912. július 8-án fejeződött be, ekkor adták át ünnepélyesen a torony kulcsát a vízvezetéket üzemeltető társaság vezetőjének.
1944-ben a nyilasok fel akarták robbantani, de az újpesti partizánok sikeres rajtaütésének köszönhetően megmenekült. E hősi cselekedet emlékét tábla őrzi a torony oldalán.
2003 februárjáig a környékbeli gyárak ipari vízellátását biztosította. A Fővárosi Vízművek szakembereinek tájékoztatása szerint azóta a műtárgyat használaton kívül helyezték.